# Sarkadiné Lukovics Éva
Sarkadiné Lukovics Éva (Békéscsaba, 1959. október 16. –) magyar jogász, politikus, országgyűlési képviselő.

## Életpályája

### Iskolái
Az általános és középiskolai tanulmányait szülővárosában végezte el. 1978-ban érettségizett a Rózsa Ferenc Gimnáziumban. 1979–1985 között a József Attila Tudományegyetem Jogtudományi Karának hallgatója volt. 1989-ben általános jogi szakvizsgát tett; jogtanácsosi szakképzettséget szerzett.

### Pályafutása
1985–1989 között a Békéscsabai Városi Tanács V. B. Szociális és Egészségügyi Osztályán dolgozott. 1987–1989 között a szociálpolitikai csoport vezetője volt. 1989–1992 között az FLR-Prote-Invest Rt., majd a békéscsabai Családsegítő Szolgálat jogtanácsosa volt. 1995-től a Békés Megyei Protokoll Szövetség elnöke.

### Politikai pályafutása
1990–1994 között békéscsabai önkormányzati képviselő volt. 1992-től az SZDSZ tagja. 1992–1993 között a Gazdasági bizottság tagja volt. 1992–1998 között országgyűlési képviselő (1992–1994: Békéscsaba; 1994–1998: Békés megye) volt. 1993–1994 között a Költségvetési adó- és pénzügyi bizottság tagja volt. 1994-től az SZDSZ békéscsabai szervezetének ügyvivője volt. 1994–1998 között a Szociális és egészségügyi bizottság tagja volt. 1995–1998 között az Egészségbiztosítási Önkormányzat és az Országos Egészségbiztosítási Pénztár gazdálkodását vizsgáló bizottság tagja volt. 1998-ban és 2006-ban országgyűlési képviselőjelölt volt.

## Családja
Szülei Lukovics Béla (1926–?) és Kovács Mária (1933–?). Testvére, Béla (1953–) mérnök-közgazdász. 1985-ben házasságot kötött Sarkadi István pszichiáterrel. Egy fiuk született: Máté (1986–).